# Леончини, Джанфранко
Джанфранко Леончини (итал. Gianfranco Leoncini; 25 сентября 1939, Рим, Италия — 5 апреля 2019) — итальянский футболист, полузащитник. По завершении игровой карьеры — футбольный тренер.
В качестве игрока прежде всего известен выступлениями за клуб «Ювентус», а также национальную сборную Италии. Трёхкратный обладатель Кубка Италии и трёхкратный чемпион Италии.

## Карьера

#### Клубная
В профессиональном футболе дебютировал в 1958 году выступлениями за «Ювентус», в котором провёл двенадцать сезонов, приняв участие в 289 матчах чемпионата. Большую часть времени, проведённого в составе «Ювентуса», был основным игроком команды. За это время трижды становился обладателем кубка Италии, также трижды становился чемпионом Италии.
Впоследствии с 1970 по 1973 год играл в составе команд клубов «Аталанта» и «Мантова». Завершил профессиональную игровую карьеру в клубе «Аталанта», в составе которого уже выступал ранее.

#### Международная
В 1966 году дебютировал в официальных матчах в составе национальной сборной Италии. На протяжении карьеры в национальной команде, которая длилась всего один год, провёл в форме главной команды страны 2 матча.
В составе сборной был участником чемпионата мира 1966 года в Англии.

## Достижения
- Чемпион Италии (3): 1959/60, 1960/1961, 1966/1967
- Обладатель Кубка Италии (1): 1958/1959, 1959/60, 1964/1965